# نهائي كأس الولايات المتحدة المفتوحة 2009
لعب نهائي كأس لامار هانت للولايات المتحدة لعام 2009 في 2 سبتمبر 2009، في ملعب روبرت إف كينيدي . حددت المباراة الفائز في كأس الولايات المتحدة المفتوحة لعام 2009 ، وهي بطولة مفتوحة لفرق كرة القدم للهواة إلى اتحاد الولايات المتحدة لكرة القدم .وفاز بالمباراة سياتل سون ، الذي هزم دي سي يونايتد 2-1. سجل كلايد سيمز الهدف الوحيد لدي سي يونايتد.

## روابط خارجية
- Video Highlights على يوتيوب
- Sounders FC Video Report

قالب:2009 in American soccer